# Edwin Ifeanyi
Edwin Ifeanyi (28 aprile 1972) è un ex calciatore camerunese, di ruolo centrocampista.